# Hanabar Hatti, Sampgaon
Hanabar Hatti là một làng thuộc tehsil Sampgaon, huyện Belgaum, bang Karnataka, Ấn Độ.